# DNA (producent muzyczny)
DNA, właściwie Daniel Trusz (ur. 18 lutego 1983 w Przemyślu) – polski producent muzyczny. W latach 2003-2006 członek duetu DNA & Gal.

## Kariera
Jego pierwsze bity powstawały na bardzo prostym programie, jaki oferowała konsola do gier Sony Playstation. Nie miał on m.in. opcji zewnętrznego importowania sampli, dlatego z czasem przestał być interesujący. Po kilku latach kupił komputer, aby tworzyć muzykę.
Początkowo pomagał mu WDK, producent składu 016 Fundament. Początkowo Trusz robił bity tylko dla siebie. WDK podjął się wyprodukowania muzyki na demo Gala i zaproponował DNA zrobienie kilku bitów na tę produkcję. Nagrał z Galem kilka utworów, które nigdzie się nie ukazały. Po pewnym czasie DNA został głównym producentem płyty. Ostatecznie znalazły się na niej dwie produkcje od WDK: "Do świata barier" i "Atrapa".
Początkowo piosenki nagrywali w domowym studiu Dańczaka, z czasem jednak DNA kupił mikrofon lampowy, profesjonalną kartę dźwiękowa, klawiaturę sterującą MIDI, Mikser, gramofon i studyjne słuchawki. W ten sposób cały materiał mogli zarejestrować w domowym studio. Prace nad płytą trwały około roku. Podczas tego okresu nagrali kilkanaście piosenek, z których ostatecznie na płytę wybrali szesnaście utworów. Płytę zatytułowali Prolog. Była to zapowiedz płyty Atak, która światło dzienne ujrzała w 2004 roku.
Po premierze Ataku duet został zaproszony na poznański festiwal Hip Hop New Yorker. Występ w Poznaniu zaowocował nowymi kontaktami jak również propozycją wydania nowego albumu legalnym sumptem pod szyldem My Music. Jeszcze przed premiera płyty Niewidzialni, DNA & Gal zostali zaproszeni do wystąpienia na festiwalu TOPtrendy, na którym zajęli 3. miejsce. Tuż po premierze albumu DNA postanowił zakończyć współpracę z Galem swoją decyzję motywując odmiennymi poglądami na pewne kwestie związane z muzyką. 

## Dyskografia
Albumy
| Prolog (oraz Gal)           | - Data: 2003 - Wydawca: brak (nielegal)     | —  |
| Atak (oraz Gal)             | - Data: 2005 - Wydawca: brak (nielegal)     | —  |
| Niewidzialni (oraz Gal)     | - Data: 7 sierpnia 2006 - Wydawca: My Music | 37 |
| "—" album nie był notowany. |                                             |    |

Notowane utwory
| Tytuł                     | Rok  | Pozycja na liście | Album        |
| Tytuł                     | Rok  | SLiP              | Album        |
| ------------------------- | ---- | ----------------- | ------------ |
| "Budzić świat" (oraz Gal) | 2006 | 32                | Niewidzialni |

Inne
| Album                                       | Rok  | Uwagi | Źródło        |
| ------------------------------------------- | ---- | --- | ------------- |
| Uwaga Ostre Kobiety (kompilacja)            | 1999 | DNA – „DNA” | [ 8 ]         |
| WhiteHouse – Kodex 2: Suplement             | 2004 | remiks utworu "Kolejny raz" | [ 9 ]         |
| Rap Eskadra 3 (kompilacja)                  | 2005 | DNA & Gal – "Być spoko" | [ 10 ]        |
| Endefis – Być albo nie być                  | 2005 | produkcja utworó "Bezsilność", "M w 3 o.s" i "Życzenia" | [ 11 ]        |
| Nowator – Alfabetyczny spis                 | 2005 | produkcja utworu "Czemu tak jest" | [ 12 ]        |
| Rap Eskadra 4 – Lato 2006 (kompilacja)      | 2006 | DNA & Gal – "Budzić świat" | [ 13 ]        |
| Rap Eskadra 5 – Zima 2007 (kompilacja)      | 2006 | DNA & Gal – "Więcej uczuć" | [ 14 ]        |
| Emo – Z perspektywy czasu...                | 2008 | remiks utworu "Chora rzeczywistość" | [ 15 ]        |
| Pih – Kwiaty zła                            | 2008 | produkcja utworów "Intro", "Dobry wieczór Polska", "Im mniej wiesz, tym lepiej śpisz", "Co było, a nie jest...", "Echo (uśmiech przez łzy)", "Śmierć nas nie rozłączy", "Przyjaciele", "Zawszę muszę coś spierdolić", "Uważaj czego pragniesz" i "Czarny kruk (złapany w zamkniętym rozdziale życia)" | [ 16 ]        |
| Rychu Peja SoLUfka – Na serio               | 2009 | produkcja utworów "To jeszcze nie koniec" i "KC" oraz remiks utworu "To jeszcze nie koniec" | [ 17 ] [ 18 ] |
| Rudy MRW – Bezsenność                       | 2009 | produkcja utworów "Kto, jak nie my?", "Ból mija, duma jest wieczna" i "KMWTW" | [ 19 ]        |
| Prosto Mixtape 600V                         | 2010 | produkcja utworu Junior Stress – "Duch ulicy" | [ 20 ]        |
| Pih – Dowód rzeczowy nr 1                   | 2010 | produkcja utworów "Wstęp surowo wzbroniony" (Intro), "Czas", "Zgniłych sumień cmentarz", "Femme Fatale", "Gloria Victis", "Śniadanie mistrzów" i "Szatańskie wersety" | [ 21 ]        |
| Kaczor – Przyjaźń, duma, godność            | 2010 | produkcja utworów "Krótko mówiąc", "Szukając siebie", "To jest", "Pan i władca" i "Spokojnej nocy..." | [ 22 ]        |
| Kobra – Na żywo z miasta grzechu            | 2010 | produkcja utworów "3K****" i "(Nadal) Klasycznie" | [ 23 ]        |
| Shellerini – PDG Gawrosz                    | 2011 | produkcja utworów "Ostatnie pokolenie" i "Źle w głowach" | [ 24 ]        |
| Chada – WGW                                 | 2011 | produkcja utworu "Rap zaufania" oraz remiks utworu "Od apelu do apelu" | [ 25 ]        |
| Chada, Małolat – Rap najlepszej marki       | 2011 | remiks utworu "Rap najlepszej marki" | [ 26 ]        |
| Kajman – K2                                 | 2011 | produkcja utworów "Nie mogę przestać", "ChciałBym", "W jednej chwili" i "Nie zapominaj" | [ 27 ]        |
| Pokój z Widokiem na Wojnę – Droga wojownika | 2011 | produkcja utworu "Moje szczęście" | [ 28 ]        |
| Pih – Dowód rzeczowy nr 2                   | 2011 | produkcja utworów "Hajsy ponad kurwy (HPK)", "Spóźnieni kochankowie", "O 1 drink za dużo" i "Biegnij, nie oglądaj się" | [ 29 ]        |
| Arbak – Rewolucja                           | 2012 | produkcja utworu "Prolog" | [ 30 ]        |
| Franek – Dalej                              | 2012 | produkcja utworów "Tempo tępo", "Powoli", "Totalne zaćmienie", "Klasyk", "Zdjęcie", "Ulice morderców" i "Nadzieja umiera" | [ 31 ]        |
| Drużyna mistrzów                            | 2012 | produkcja utworów "Aż poleje się krew" i "Wstań" | [ 32 ]        |
| Dixon37 – O.Z.N.Z. (Od zawsze na zawsze)    | 2013 | produkcja utworu "Punkt widzenia" | [ 33 ]        |
| Polska Wersja – Powrót do przeszłości       | 2013 | produkcja utworu "Intro" | [ 34 ]        |
| Pih – Dowód rzeczowy nr 3                   | 2013 | produkcja utworów "Schodowa klatka", "Bez złudzeń", "Łzy" i "Pod wodą krzyk" | [ 35 ]        |
| Za Młodzi Na Śmierć – Wiele dróg            | 2013 | produkcja utworów "Wstydź się" i "Widzę sens" | [ 36 ]        |
| Kaiteu / Bedi – Jak nas pozmieniało         | 2013 | produkcja utworu "Chciałbym być" | [ 37 ]        |
| Pęku – Jak feniks z popiołów                | 2013 | produkcja utworów "Kto powiedział", "Srogie życie", "Głupota nie boli", "Diabelski młyn" i "Po co!?" | [ 38 ]        |
| Dawidzior – Nowe życie                      | 2014 | produkcja utworó "Nie obiecam ci", "Ku pamięci (Dla Ś.P. Kicaja)" i "Outro" | [ 39 ]        |

## Teledyski
| Tytuł                     | Rok  | Reżyseria/Realizacja | Album        | Źródło |
| ------------------------- | ---- | -------------------- | ------------ | ------ |
| "Budzić świat" (oraz Gal) | 2006 | RybaFilm             | Niewidzialni | [ 40 ] |
| "Więcej uczuć" (oraz Gal) | 2006 | —                    | Niewidzialni | [ 41 ] |